# 2.º Grupo de Artilharia de Campanha
O 2º Grupo de Artilharia de Campanha - Regimento Deodoro é uma tradicional unidade militar do Exército Brasileiro, subordinada à 11.ª Brigada de Infantaria Mecanizada e situada em Itu, interior do estado de São Paulo. Seu nome histórico é uma homenagem ao Marechal Manuel Deodoro da Fonseca, primeiro Presidente da República do Brasil. 

## História
A Unidade foi instalada em 20 de janeiro de 1918, com um contingente de apenas 29 homens, sob o comando do Ten Cel Raphael Clemente Telles Pires e a denominação de 7º Regimento de Artilharia Montada. No ano seguinte, seu nome mudou para 4º Regimento de Artilharia Montada. Em 1932, o Regimento participou da Revolução Constitucionalista. Em setembro de 1942, durante a II Guerra Mundial, a Unidade deslocou-se via férrea até o Rio de Janeiro, com o efetivo de guerra do seu 2º Grupo. Escoltado por embarcações e aviões militares, seguiu a bordo do navio Almirante Alexandrino para a cidade de Recife e depois para Maceió, mantendo-se em condições de defender o território brasileiro. Alguns militares do 2º Grupo do Regimento embarcaram para a Itália, integrando a Força Expedicionária Brasileira.
Em 1948, a Unidade passou a se chamar 2º Regimento de Obuses 105. Logo em seguida, recebeu a denominação histórica de REGIMENTO DEODORO, por solicitação dos ituanos, para homenagear o Marechal Manuel Deodoro da Fonseca, que proclamou a República. Devido à Convenção de Itu, ocorrida em 1873, a cidade é considerada um dos berços dos pensamentos republicanos.

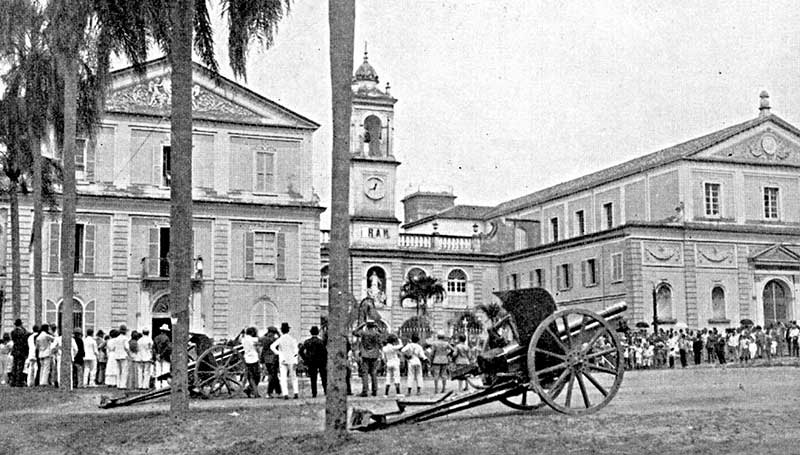
4º Regimento de Artilharia Montado, em 1919.

Em 1972, o Regimento recebeu seu equipamento: o Obuseiro Autopropulsado 105mm M 108. Já em 1977, foi denominado 2º Grupo de Artilharia de Campanha Autopropulsado, ficando-lhe adida a 11ª Bateria de Artilharia Antiaérea.
Em 1º de março de 2005, a Unidade foi renomeada como 2º Grupo de Artilharia de Campanha Leve. Seu material passou a ser o moderno e versátil obuseiro Otto Melara, de 105 mm.
Em 20 de janeiro de 2008, quando o Regimento comemorou seus 90 anos em Itu, compareceu à cerimônia o Marechal Waldemar Levy Cardoso, que na época estava com 107 anos de idade.

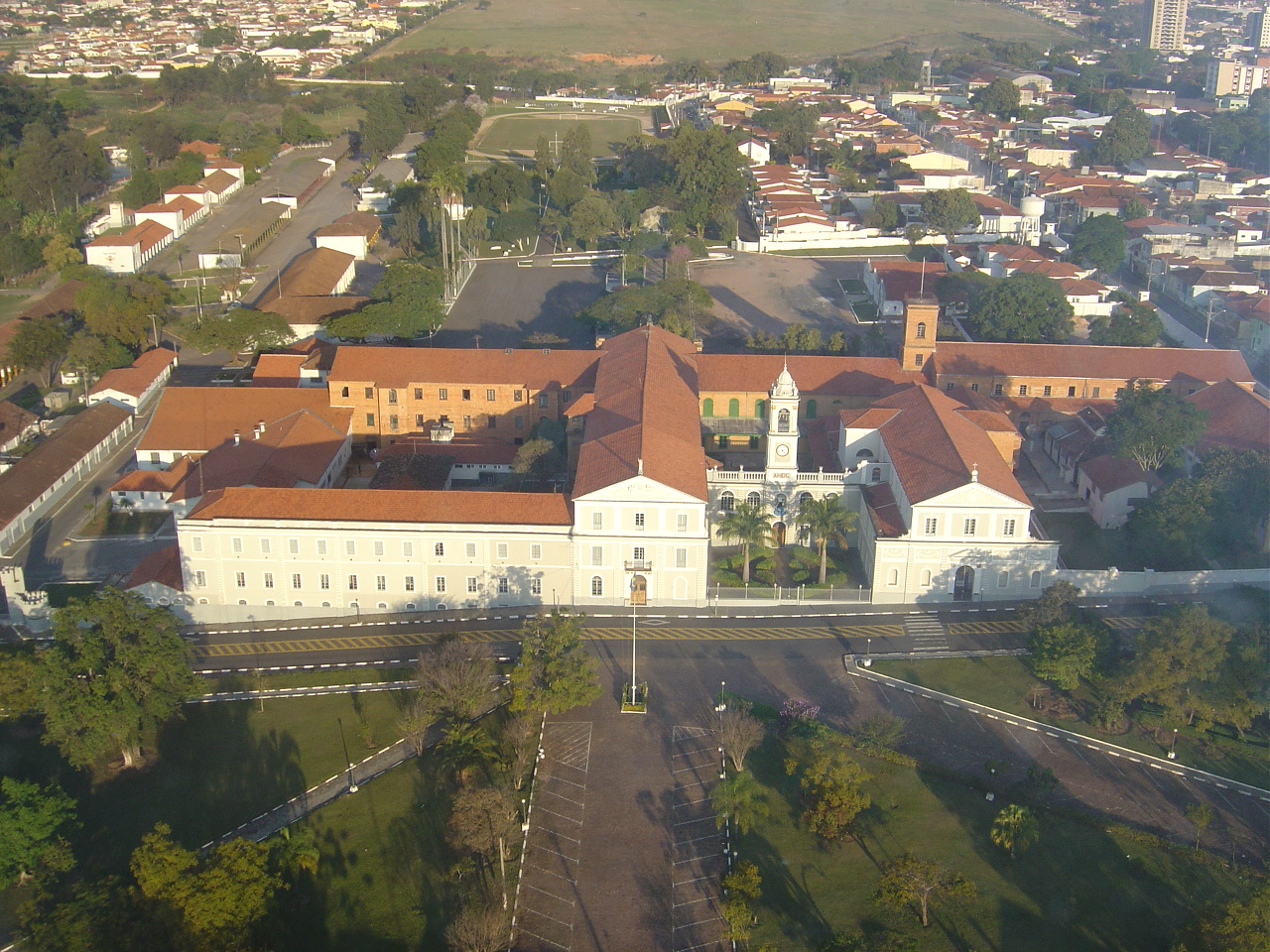
Vista aérea do aquartelamento.

No ano de 2012, a Unidade enviou militares para participar da Força de Pacificação do Exército que atuou no Rio de Janeiro. Também tem enviado com frequência militares para participar da missão de paz que ocorre no Haiti sob os auspícios da Organização das Nações Unidas.
Em 2014, a 11ª Bateria de Artilharia Antiaérea passou à subordinação da 5ª Brigada de Cavalaria Blindada e foi transferida para Ponta Grossa.
Em janeiro de 2018, o Regimento comemorou seu centenário, com a participação de inúmeras autoridades militares e diversos integrantes da comunidade ituana.
Em 2022, em função da Mecanização da 11ª Brigada de Infantaria, a Unidade foi reestruturada e passou a ser denominada 2º Grupo de Artilharia de Campanha.

## Comandantes
Desde a sua chegada a Itu até a presente data, o Regimento Deodoro já teve 62 Comandantes efetivos. Dentre eles, podem-se destacar os seguintes:
- Octávio Saldanha Mazza, 17º Comandante (entre 10 de outubro de 1940 e 7 de abril de 1941), ex-Chefe do Estado-Maior do Exército[7] e ex-Ministro-Chefe do Estado-Maior das Forças Armadas;[8]

- Waldemar Levy Cardoso, 25º Comandante (entre 23 de setembro de 1953 e 20 de agosto de 1954), ex-combatente da Força Expedicionária Brasileira,  ex-Presidente da Petrobras e último Marechal do Exército a falecer;[9]

- Araken de Oliveira, 27º Comandante (entre 10 de março de 1956 e 30 de dezembro de 1957), ex-combatente da Força Expedicionária Brasileira e ex-Presidente da Petrobras;

- Leônidas Pires Gonçalves, 35º Comandante (entre 28 de fevereiro de 1969 e 23 de março de 1971), ex-Ministro do Exército;

- Francisco Roberto de Albuquerque, 42º Comandante (entre 27 de janeiro de 1984 e 31 de janeiro de 1986), ex-Comandante do Exército.

## Lista de Comandantes
| Número | Nome                                                | Foto | Início                  | Fim                     |
| ------ | --------------------------------------------------- | ---- | ----------------------- | ----------------------- |
| 1      | Tenente-Coronel Raphael Clemente Telles Pires       |      | 18 de janeiro de 1918   | 3 de setembro de 1918   |
| 2      | Tenente-Coronel José Carlos Lamaignére Teixeira     |      | 12 de fevereiro de 1919 | 10 de junho de 1920     |
| 3      | Coronel Melchisedeck de Albuquerque Lima            |      | 1 de outubro de 1920    | 19 de outubro de 1921   |
| 4      | Coronel Pedro Frederico Leão de Souza               |      | 19 de outubro de 1921   | 19 de maio de 1922      |
| 5      | Tenente-Coronel Aurélio Amorim                      |      | 19 de maio de 1922      | 11 de outubro de 1922   |
| 6      | Coronel Adolfo Lins                                 |      | 11 de outubro de 1922   | 1 de dezembro de 1923   |
| 7      | Coronel Francisco Escobar de Araújo                 |      | 1 de dezembro de 1923   | 31 de dezembro de 1924  |
| 8      | Coronel Archiminio Pinto Amando                     |      | 1 de agosto de 1927     | 19 de outubro de 1928   |
| 9      | Coronel Epaminondas Teixeira Guimarães              |      | 5 de novembro de 1928   | 29 de dezembro de 1930  |
| 10     | Tenente-Coronel Manoel Severiano Ferreira Marques   |      | 18 de fevereiro de 1931 | 30 de setembro de 1932  |
| 11     | Tenente-Coronel José da Silva Barbosa               |      | 5 de dezembro de 1932   | 29 de março de 1933     |
| 12     | Coronel Heitor Pires de Carvalho e Albuquerque      |      | 30 de março de 1933     | 9 de outubro de 1936    |
| 13     | Coronel José Júlio de Oliveira                      |      | 25 de janeiro de 1937   | 8 de novembro 1937      |
| 14     | Coronel Graciliano Porto de Fontoura                |      | 24 de janeiro de 1938   | 2 de junho de 1938      |
| 15     | Coronel Carlos de Oliveira Duro                     |      | 2 de junho de 1938      | 5 de março de 1939      |
| 16     | Coronel Ciro Vidal                                  |      | 6 de março de 1939      | 10 de outubro de 1940   |
| 17     | Coronel Octávio Saldanha Mazza                      |      | 10 de outubro de 1940   | 7 de abril de 1941      |
| 18     | Coronel Euclides Hermes da Fonseca                  |      | 17 de maio de 1941      | 2 de fevereiro de 1942  |
| 19     | Coronel Francisco Pereira da Silva Fonseca          |      | 2 de fevereiro de 1942  | 14 de setembro de 1942  |
| 20     | Coronel Henrique Ricardo Hall                       |      | 28 de julho de 1943     | 1 de fevereiro de 1945  |
| 21     | Coronel Álvaro Ribeiro Saldanha                     |      | 5 de abril de 1945      | 10 de dezembro de 1946  |
| 22     | Coronel Euclides Sarmento                           |      | 1 de fevereiro de 1947  | 20 de junho de 1949     |
| 23     | Coronel José de Souza Carvalho                      |      | 25 de junho de 1949     | 29 de março de 1951     |
| 24     | Coronel João de Deus Pessoa Leal                    |      | 16 de maio de 1952      | 23 de setembro de 1953  |
| 25     | Coronel Waldemar Levy Cardoso                       |      | 23 de setembro de 1953  | 20 de agosto de 1954    |
| 26     | Coronel Antônio Vieira Ferreira                     |      | 30 de dezembro de 1954  | 28 de junho de 1955     |
| 27     | Coronel Araken de Oliveira                          |      | 10 de março de 1956     | 30 de dezembro de 1957  |
| 28     | Coronel Ivanhoé Gonçalves Martins                   |      | 31 de março de 1958     | 14 de julho de 1959     |
| 29     | Coronel Oswaldo de Mello Loureiro                   |      | 1 de outubro de 1959    | 22 de janeiro de 1962   |
| 30     | Coronel Rubens Alves de Vasconcellos                |      | 29 de janeiro de 1962   | 2 de abril de 1963      |
| 31     | Coronel Benedicto Maia Pinto de Almeida             |      | 23 de abril de 1963     | 30 de junho de 1965     |
| 32     | Coronel Fausto de Carvalho Monteiro                 |      | 30 de junho de 1965     | 1 de julho de 1966      |
| 33     | Coronel João Guedes Corrêa Gondim                   |      | 1 de julho de 1966      | 13 de junho de 1967     |
| 34     | Coronel João Mendes de Mendonça                     |      | 13 de junho de 1967     | 28 de fevereiro de 1969 |
| 35     | Coronel Leônidas Pires Gonçalves                    |      | 28 de fevereiro de 1969 | 23 de março de 1971     |
| 36     | Coronel Arthur Mendes Falcão Filho                  |      | 23 de março de 1971     | 11 de março de 1973     |
| 37     | Coronel Romero Lepesqueur                           |      | 2 de agosto de 1973     | 18 de novembro de 1975  |
| 38     | Coronel Hélio Dominguez de Andrade                  |      | 18 de novembro de 1975  | 6 de janeiro de 1978    |
| 39     | Coronel Walter Albano Fressatti                     |      | 6 de janeiro de 1978    | 18 de janeiro de 1980   |
| 40     | Coronel Evaristo Antônio Brandão Siqueira           |      | 18 de janeiro de 1980   | 22 de janeiro de 1982   |
| 41     | Coronel Luiz Mario Portocarrero de Castro Sá Freire |      | 22 de janeiro de 1982   | 27 de janeiro de 1984   |
| 42     | Coronel Francisco Roberto de Albuquerque            |      | 27 de janeiro de 1984   | 31 de janeiro de 1986   |
| 43     | Coronel João Gonçalves Soares                       |      | 31 de janeiro de 1986   | 5 de fevereiro de 1988  |
| 44     | Coronel Rubens Edison Pinto                         |      | 5 de fevereiro de 1988  | 7 de fevereiro de 1990  |
| 45     | Coronel Paulo José Abreu de Andrade                 |      | 7 de fevereiro de 1990  | 31 de janeiro de 1992   |
| 46     | Coronel Gilberto Hugo Teixeira                      |      | 31 de janeiro de 1992   | 31 de janeiro de 1994   |
| 47     | Coronel Luiz Antonio Gonzaga                        |      | 31 de janeiro de 1994   | 16 de setembro de 1994  |
| 48     | Coronel Reinaldo Cayres Minati                      |      | 10 de outubro de 1994   | 20 de janeiro de 1997   |
| 49     | Coronel João Tranquillo Beraldo                     |      | 20 de janeiro de 1997   | 22 de janeiro de 1999   |
| 50     | Coronel Carlos Alberto Vicente da Silva             |      | 22 de janeiro de 1999   | 12 de janeiro de 2001   |
| 51     | Coronel Fernando Carlos Santos da Silva             |      | 12 de janeiro de 2001   | 25 de janeiro de 2003   |
| 52     | Tenente-Coronel Cézar Augusto Carazzai Castilho     |      | 25 de janeiro de 2003   | 22 de janeiro de 2005   |
| 53     | Tenente-Coronel Edson Diehl Ripoli                  |      | 22 de janeiro de 2005   | 20 de janeiro de 2007   |
| 54     | Coronel Carlos Sérgio Camara Saú                    |      | 20 de janeiro de 2007   | 13 de janeiro de 2010   |
| 55     | Tenente-Coronel Freibergue Rubem do Nascimento      |      | 13 de janeiro de 2010   | 13 de janeiro de 2012   |
| 56     | Tenente-Coronel Fernando Bartholomeu Fernandes      |      | 13 de janeiro de 2012   | 17 de janeiro de 2014   |
| 57     | Coronel Paulo Sérgio Maturana Lopes                 |      | 17 de janeiro de 2014   | 20 de janeiro de 2016   |
| 58     | Coronel Erb Lyra Leal                               |      | 20 de janeiro de 2016   | 20 de janeiro de 2018   |
| 59     | Coronel Ricardo Alves Pereira                       |      | 20 de janeiro de 2018   | 20 de janeiro de 2020   |
| 60     | Tenente-Coronel Clayton Ricardo Pontes              |      | 20 de janeiro de 2020   | 10 de janeiro de 2022   |
| 61     | Coronel Henrique Cesar Loyola Santos                |      | 10 de janeiro de 2022   | 1 de dezembro de 2023   |
| 62     | Tenente-Coronel Marcelus Armindo Ribeiro Nogueira   |      | 1 de dezembro de 2023   | ---                     |